# Myrtle Springs
Myrtle Springs – jednostka osadnicza w Stanach Zjednoczonych, w stanie Teksas, w hrabstwie Van Zandt.